# Сучасне Роккове життя
Сучасне Роккове життя (англ. Rocko's Modern Life) — американський мультсеріал, номінований на «Еммі», створений Джо Мюрреєм і виходив з 1993 по 1996 роки, у кількості чотирьох сезонів і загальною кількістю в 52 епізоди. Шоу засноване на сюрреалістичних, пародійних пригодах 20-річного антропоморфного кенгуру-валабі на ім'я Рокко та його життя в місті О-Таун (англ. O-Town). Рокко родом з Австралії, шоу показує його вивчення Америки, а також життя його друзів: ненажерливого бичка Геффера, черепахи-невротика Філберта, сусідів-жаб Головатих та пса на ім'я Хоробрий, які не дозволяють кенгуру впасти у відчай, а часом і додають йому пару-трійку зайвих проблем, тому життя Рокко досить різноманітне, сповнене контрастів, часом небезпечне, але завжди по-своєму кумедне. У шоу присутній дорослий гумор, у тому числі двозначність, натяки та соціальна сатира.
Джо Мюррей створив головного персонажа для неопублікованої серії коміксів наприкінці 1980-х років, а пізніше запропонував серію Nickelodeon, яка шукала «гострих» карикатуристів для своїх нових на той час Nicktoons. Мережа надала співробітникам велику свободу творчості, причому автори орієнтувалися як на дітей, так і на дорослих. Прем'єра шоу відбулася 18 вересня 1993 року і закінчилася 24 листопада 1996 року. Спеціальний випуск Сучасне Роккове життя: Прилипання був випущений у цифровому вигляді на Netflix 9 серпня 2019 року.
Шоу поклало початок кар'єрі акторів озвучування Карлоса Алазракі, Тома Кенні та Дуга Лоуренса. Після завершення показу шоу більшість співробітників перегрупувалися для роботи над мультсеріалом Губка Боб Квадратні Штани, створеним креативним директором Рокко Стівеном Гілленбургом.
Мультсеріал став культовим в США.[джерело?]

## Заставка
Особливе місце у мультсеріалі займає заставка:[джерело?]
Вона починається з того, що малюк Рокко випадає з маминої сумки, потім підходить годинник і вдаряє Рокко. А коли він одужує, то трохи дорослішає, що уособлює те, як плине час, і цим ніби б'є вас наче тонна цегли. Тоді ми бачимо юного Рокко, який грає в бейсбол, і після цього отримає удар м'ячем. З'являється пара рук і запихає книгу з написом «Знання» в голову головного героя, а згодом вивергаються на землю, у вигляді купи блювоти, яка символізує велику кількість непотрібних в майбутньому знань що дає школа і інші навчальні заклади. Далі руки закидають Рокко і його улюбленця в «Справжній світ», де він зустрічає свого найкращого друга Геффера, і вже з ним групою вони біжать повз різних побічних персонажів серіалу. Що означає людський життєвий шлях і наше пізнання різних людей і ситуацій, тож підводячи підсумок вступ до шоу означає плин часу та потрапляння в доросле життя.

## Сюжет
Вести самостійне життя у чужому місті — не така вже проста справа, тому Рокко приречений на помилки. Але у нього є друг Геффер — неповороткий але безжурний бичок, всиновлений подружжям вовків, та його улюбленець пес Хоробрий, які не дозволяють кенгуру впасти у відчай, а часом і додають йому пару-трійку зайвих проблем. Отже, життя Рокко досить різноманітне, сповнене контрастів, часом небезпечне, але завжди по-своєму кумедне. Рокко — це валлабі з Австралії, що дуже добре відчувається по його акценту. А «Сучасне Роккове життя» — це мультсеріал Джо Мюррея про звичайне повсякдення звичайного валлабі, який живе у великому місті «О-Таун». Як і кожен кенгуру, Рокко працює, щоб оплачувати свої рахунки, водить машину, ходить по магазинах, обожнює комікси і навіть час від часу вирушає у походи.

## Виробництво

### Розвиток

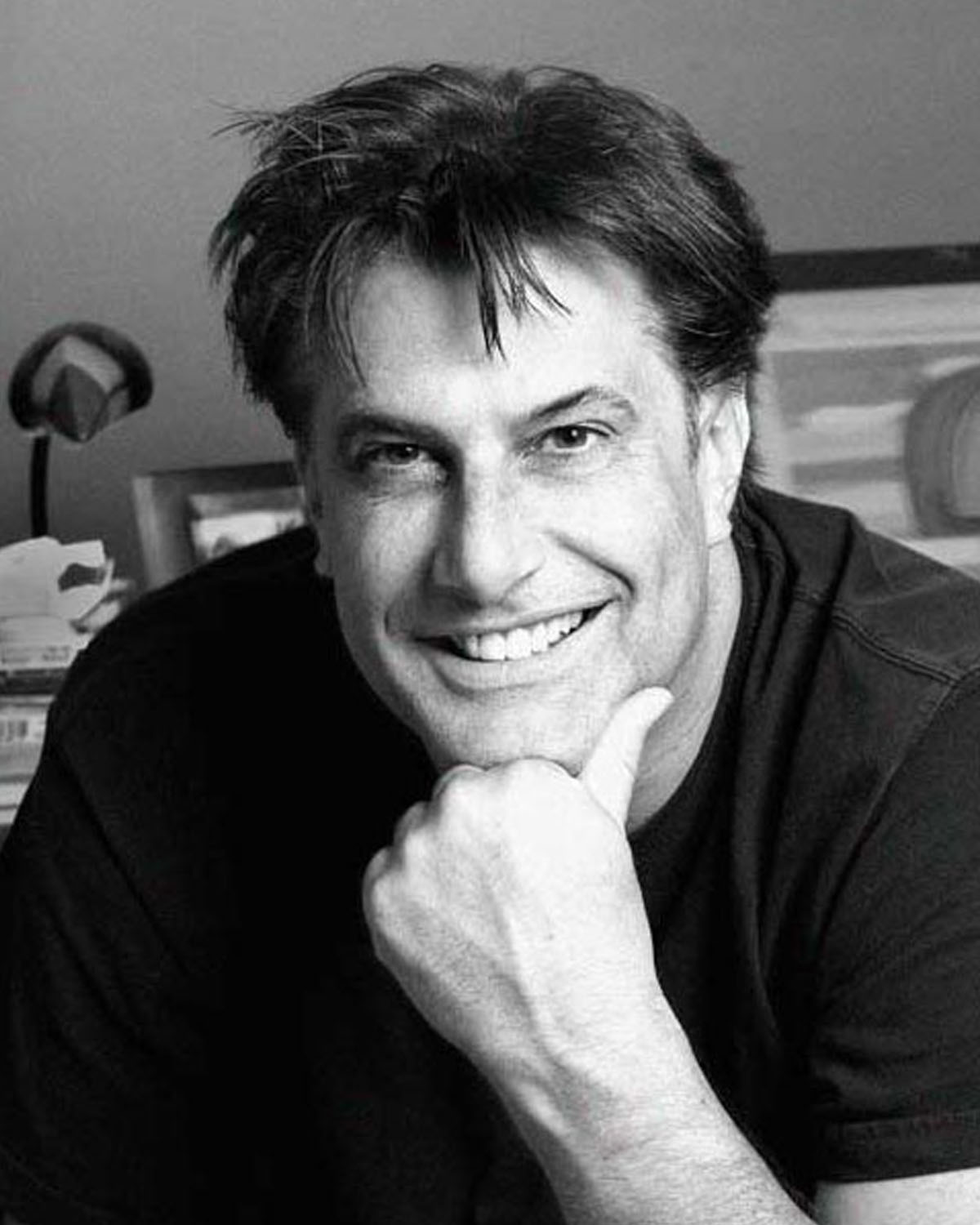
Творець шоу Джо Мюррей

Спочатку персонаж з'явився в неопублікованому коміксі під назвою «Тревіс». Мюррей намагався продати комікс наприкінці 1980-х, але не досяг успіху в тому, щоб запустити його у виробництво. Багато інших персонажів з'являлися в різних альбомах для малювання. Він описав анімаційну атмосферу початку 1990-х як «дозрілу для такого проекту. Ми ризикнули, що було б важко зробити в нинішні часи (1990-ті)». Мюррей хотів отримати фінансування для свого незалежного проекту My Dog Zero, тому він хотів, щоб Nickelodeon купив телевізійні права на серіал. Він представив тест олівцем Nickelodeon, який згодом зацікавився покупкою та фінансуванням шоу. Раніше Мюррей ніколи не працював на телебаченні. Галузь виходила з «важкого періоду», і Мюррей хотів «трохи потрясти ситуацію».
Лінда Сіменскі, яка тоді відповідала за розробку анімації в Nickelodeon, описала Мюррею склад і концепцію Nicktoons. Спочатку він скептично ставився до концепції створення Nicktoons, оскільки не любив телевізійних мультиків. Сіменскі сказала йому, що Nicktoons відрізняється від інших мультиків. Тоді він сказав їй, що вважає, що My Dog Zero не підійде як мультфільм. Потім він дослідив Nickelodeon у бібліотеці та виявив, що у Nickelodeon «ставлення було іншим, ніж у звичайного телебачення». Провайдери кабельних мереж «встановлювали власні правила»: наприклад, Мюррей заявив, що «не пише для дітей», що влаштовувало керівників.
Мюррей спочатку не був впевнений, але його надихнули незалежні анімаційні фільми навколо нього, такі як Animation Celebration і Liquid Television на MTV. У той час Nickelodeon продавав себе як мережеву компанію як на периферії, так і на розвагах для дітей. Він мав на меті звернутись не тільки до дітей, але й до студентів і батьків.
Мюррей розвинув образ Рокко після того, як відвідав зоопарк у районі затоки та зустрів валлабі, який, здавалося, не помічав хаосу навколо нього. Мюррей подивився свої альбоми для малюнків, розробив концепцію мультсеріалу і подав її Nickelodeon, вважаючи, що концепцію, швидше за все, відхилять. Мюррей відчув, що пілот їм не сподобається, і він просто забере свою суму та почне фінансувати свій наступний незалежний мультфільм. За словами Мюррея, приблизно через три-чотири місяці він «забув» про концепцію і працював над My Dog Zero, коли Сіменскі повідомила йому, що Nickelodeon хоче пілотний епізод. Мюррей сказав, що він радий отримати фінансування для My Dog Zero. На своєму веб-сайті він описує My Dog Zero як «той проект, який побачила Лінда Сіменскі і який привів мене до Рокко». «Sucker for the Suck-O-Matic» спочатку був написаний як пілот; керівники вирішили, що Геффер, один із персонажів, буде «трохи надто дивним для тестової аудиторії». Мюррей, замість того, щоб прибрати Геффера з «Sucker for the Suck-O-Matic», вирішив написати «Trash-O-Madness» як пілотний епізод.
У оригінальній пілотній серії Рокко був пофарбований у жовтий колір. Його колір змінився, коли компанія з продажу іграшок повідомила, що вони зацікавлені в маркетингу іграшок, але не хочуть продавати Рокко, оскільки «колір був надто близький до іншого головного героя мультсеріалу, на якому вони заробляли багато грошей». Мюррей змінив колір Рокко на бежевий, але після виходу пілотного фільму компанія відмовилася від виробництва іграшок для серіалу, тому зміна кольору була марною. Коли серіал розроблявся до випуску першого епізоду, серіал мав назву «Шоу Рокко».
У листопаді 1992 року, за два місяці до зйомок 1 сезону «Сучасного Роккового життя», перша дружина Мюррея покінчила життя самогубством. Мюррей часто звинувачував у самогубстві своєї дружини те, що саме це шоу було підібрано. Він сказав: «Це завжди був жахливий зв'язок, тому що я дивлюся на Рокко як на позитивну річ у своєму житті». Коли він переїхав до Лос-Анджелеса, Мюррей відчув, що у нього є емоційні та фізичні «невирішені проблеми». Він описує цей досвід як участь у «марафоні зі штанами на щиколотках». Мюррей спочатку вірив, що він створить один сезон, повернеться до району затоки Сан-Франциско та «прибере нерозв'язані кінці, які я залишив висіти». Мюррей сказав, що був здивований, коли Nickelodeon схвалив нові сезони; Nickelodeon продовжив другий сезон серіалу в грудні 1993 року.
Після 3 сезону він вирішив передати проект 
Стівену Гілленбургу, який виконав більшу частину роботи для 4 сезону; Мюррей всеодно попри це продовжив керувати мультсеріалом. Він сказав, що повністю залишить виробництво після 4 сезону. Він також сказав, що заохочував мережу продовжувати виробництво, але Nickelodeon зрештою вирішив скасувати серіал. Він описав усі 52 епізоди як «найвищої якості», і на його думку, якість телешоу може знизитися, якщо виробництво продовжиться, «адже ви маєте справу з обсягом». На своєму веб-сайті він сказав, що «в чомусь він досяг успіху, а в чомусь зазнав невдачі. Все, що я знаю, він створив свій власний смак і такий же оригінальний легіон шанувальників». В інтерв'ю 1997 року Мюррей сказав, що часом він думав, чи зможе він перезапустити серіал; але відчуває, що завдання буде важким.
«Я думаю, що [1990-ті] відрізняло той факт, що клімат був сприятливим для того, щоб люди ризикували й робили різні речі. І Nickelodeon, і Cartoon Network змогли інвестувати в людей, яким не було чого втрачати. Звичайно, результат цей полягав в тому, що на сцені відбувся великий успіх — як та жовта губка, яка вискочила на ринок — і з цим успіхом прийшла інша ера, коли люди не схильні ризикувати так багато, оскільки ставки, занадто високі».

— Творець серіалу Джо Мюррей у 2011 році, коли був частиною творчої анімаційної сцени на початку 1990-х 
Шоу створено спільно з Games Animation і Joe Murray Productions. Оскільки у Nickelodeon не було анімаційної студії, їй довелося укладати контракти з іншими студіями. Після інцидентів із творцем Шоу Рена та Стімпі, Джоном Крісфалузі Nickelodeon почав не надто довіряти своїм творцям і почав створювати власну студію Games Animation. Мюррей згадує, що вони все ще могли багато зробити самостійно. Мюррей порівняв незалежність із «Термітною терасою» (Warner Brothers.) 1930-х років. Оскільки Nickelodeon почав досягати більшого успіху зі своїми анімаційними мультфільмами. Продюсер Мері Гаррінгтон переїхала з Нью-Йорка до Лос-Анджелеса, щоб створити Games Animation. Знімальна група вперше почала виробництво шоу в січні 1993 року. Сучасне Роккове життя було першим власним анімаційним виробництвом Nickelodeon.
Компанія Joe Murray Productions і Games Animation орендувала офісне приміщення на бульварі Вентура в районі Студіо-Сіті в регіоні Сан-Фернандо-Веллі в Лос-Анджелесі, Каліфорнія. Виробництво переїхало в іншу офісну будівлю на Вайнленд-авеню в Студіо-Сіті. Керівники не ділили місце з творчою командою. Мюррей орендував поверх у Гільдії письменників Америки, Західної будівлі, хоча й команда Рокко не була частиною профспілки, що персонал вважав іронією. Sunwoo Entertainment, а пізніше Rough Draft Studios зібрали анімацію.
За словами Мюррея, оскільки «Сучасне Роккове життя» був його першим телесеріалом, він не знав про атмосферу типових анімаційних студій. Мюррей сказав, що він вирішив керувати своєю студією так само, як і його студією в Саратозі, Каліфорнія, яку він описує як «дуже спокійну». Серед його співробітників було багато ветеранів, які, за його словами, описали цей досвід як «найвеселіший, який вони коли-небудь мали!» Він, сказавши, що атмосфера була «не моєю рукою», віддав членам своєї команди заслугу в колективному внеску. Мюррей описав щоденну атмосферу в студії як «дуже розкуту», додавши, що правила дозволяли всім співробітникам використовувати систему пейджингового зв'язку, щоб робити оголошення. Він заявив, що один відвідувач порівняв середовище продакшн-студії з «дошкільним закладом без нагляду». Мюррей стверджував, що 70 людей у Сполучених Штатах і понад 200 людей у Південній Кореї та Японії анімували серіал.
Рік Бентлі з Ventura County Star сказав, що для творця шоу було незвично вибрати валлабі як головного героя. Бентлі також заявив, що на всесвіт Рокко вплинуло «все, від Луні Тюнз до андерграундних коміксів». Колектив серіалу складається з любителів епатажної комедії, як анімаційної, так і неанімаційної. Том Кенні назвав Луні Тюнз і SCTV як вплив на шоу, а також заявив: «Я впевнений, що якби ви запитали Джо Мюррея, містера Лоуренса чи будь-кого з цих хлопців, особливо з точки зору анімації, найдивніші мультфільми, звичайно, були б, нашими улюбленими — ті дивні мультфільми братів Флейшерів 30-х, Бетті Буп і таке інше».
Мюррей продюсував пілотний епізод «Trash-O-Madness» у своїй студії в Саратозі; він анімував половину епізоду, виробництво повністю відбувалося в Сполучених Штатах, з анімацією в Саратозі та обробкою в Сан-Франциско. Під час режисури, під час сеансів запису Мюррей вважав за краще бути на сцені з акторами, а не «за склом» у кімнаті керування, що він описує як «норму» під час створення анімаційних серіалів. Він вважав, що через відсутність у нього досвіду спілкування з дітьми шоу «перекошене наче старше». Мюррей зазначив: "Там багато великих дітей. Люди ходили на Кролика Роджера і бачили всіх цих персонажів, з якими вони виросли, і казали: «Так, чому у них більше немає чогось подібного?».
Коли він почав продюсувати Рокко, він каже, що його досвід у незалежних фільмах спонукав його спочатку спробувати мікрокерувати багатьма деталями у виробництві. Він сказав, що підхід, який використовувався для виробництва телевізійних шоу, «зводив мене з розуму». Це змусило його дозволити іншим членам команди керувати аспектами виробництва Сучасного Роккового життя. Режисер, а пізніше креативний директор Стівен Гілленбург познайомився з Мюрреєм на фестивалі анімаційних фільмів, де той показував свої три короткометражні фільми. Мюррей найняв Гілленбурга режисером серіалу, що стало першою роботою Гілленбурга в анімаційному бізнесі в якості режисера.
Мюррей розробив логотип серіалу, він також створив дизайн обкладинок коміксів, випусків VHS та DVD.

### Написання
Сценаристи мали на меті створити історії, які вони описують як «сильні» та «кумедні». Письменники, у тому числі Джордж Маестрі та Мартін Олсон, часто представляли ідеї Мюррею під час їжі гамбургерів у ресторані, який раніше знаходився на Ланкершимі в північній частині Голлівуду в долині Сан-Фернандо. Він брав членів своєї команди в «письменницькі подорожі» в такі місця, як Роккі, смоляні ями Ла Бреа та в пустелю. Якщо йому подобалася передумова розповіді, автори створювали її повні плани. Контури, схвалені як ним, так і Nickelodeon, вони ставали епізодами Сучасного Роккового життя. Маестрі описує деякі історії як такі, що походять із реального життя, а деякі — як «з повітря».
Мюррей заявив, що кожен епізод «Сучасного Роккового життя» випливає з особистого досвіду його самого або одного чи кількох режисерів чи сценаристів. Він сказав, що не має наміру використовувати шаблонне письмо, яке можна побачити в інших мультиках. Він бажав контенту, який «відкриває нові землі» і «робить речі, які перевищують межі», і який можна описати як «несподіваний». Він не наймав сценаристів, які мали попередній досвід написання мультфільмів, натомість найняв сценаристів, які працювали поза межами анімації, включаючи акторів-імпровізаторів і коміксів. Він сказав, що концепція історії, яка «будь-коли була близькою до якоїсь формули, яку ми всі бачили раніше», отримувала негайну відмову.
Джефф «Свомпі» Марш, автор розкадровки, який після продовжив створювати «Фінеаса і Ферба», каже, що сценаристи «Сучасного Роккового життя» націлювалися на дітей і дорослих. Та серії які нерозбірливі для дітей і зрозумілі дорослим. Прагнучи до подібної мети, Марш описав процес як «важку роботу». За його словами, коли цензори ставили під сумнів запропонований матеріал, іноді команда не погоджувалася з думкою цензорів, а іноді команда погоджувалася з обґрунтуванням цензорів. Він каже, що «багато людей» сказали йому, що команда «домоглася успіху в цьому» і що «багатьом батькам, яких я знаю, дуже сподобалося дивитися шоу зі своїми дітьми».
Джон Паченті сказав, що серіал «здається дуже орієнтованим на дорослих, як для дитячого мультсеріалу». Марш вважає, що матеріал, написаний Дугом Лоуренсом, є прикладом «унікального почуття гумору». Наприклад, Марш приписує Лоуренсу «згадки про ананас», додаючи, що Лоуренс вважав, що ананаси здаються жартівливими. Співробітники використали мультфільми «Веселі мелодії» та «Флейшера», щоб звернути увагу на широку демографію: мають певну чутливість дорослих, але їм також подобаються діти.

### Анімація
Сучасне Роккове життя було описано як подібне до мультфільмів Warner Bros. Золотого століття: візуально продумане шоу, де багато гумору, приколів і хороша анімація. Замість готового сценарію аніматори зазвичай отримували план на трьох сторінках, вимагаючи від них придумати більшість діалогів. Команда аніматорів оцінила цей підхід, а художник розкадровки Джефф Майерс, колишній учасник «Сімпсонів», сказав: «Сценарій (у „Сімпсонах“) був висічений на камені. А цей… більше викликів і набагато веселіше, коли дано приблизний план». В анімації Мюррея не вистачало паралельних ліній і була представлена крива архітектура, подібна до різних мультфільмів Чака Джонса. В інтерв'ю він заявив, що його стиль дизайну сприяв «хибному зігнутому відчуттю» шоу.
Джин Прескотт з американської газети «Sun Herald» описав серіал як «розтягнення і розтягнення». Стаття Х'юстонської хроніки 1993 року описала серіал як "реальність, яка «роздавлена і розтягнута» в перекручену версію реального життя. Співробітники заднього плану вручну малювали фони разом із доктором Мартіном Дайсом, тоді як титульна картка кожного епізоду складалася з оригінального малюнка. Лінда Сіменскі сказала, що вона запитала творців «Сучасного Роккового життя» про те, чому жінок у серіалі намальовано «великими», творці відповіли їй, що вони вірять, що малювати жінок «традиційним способом» легше. Сіменскі описала творців як «талановитих хлопців», які сформували «хлопчачий клуб», і додала, що «ми підштовхували їх до кумедності, але багато їхніх жінок стереотипні».

### Музика
Є три версії початкової пісні. Першу та оригінальну версію можна почути в кожному епізоді 1 сезону, за винятком епізоду 8. Друга версія основної пісні була трохи перемішаною версією першої та використовувалася для епізоду 8. Третю версію пісні виконали Кейт Пірсон і Фред Шнайдер з B-52s. Вони виконали пісню «Rocko's Modern Life» до решти мультсеріалу.
Спочатку Мюррей хотів, щоб Пол Сумарес виконав головну пісню, оскільки Сумарес створив більшість музики, знайденої в My Dog Zero. Мюррей хотів мати такий самий стиль як у My Dog Zero, представленому в Сучасне Роккове життя. Nickelodeon хотів людину з більшим досвідом. За словами Сумареса, Мюррей, вважаючи, що прохання має мало шансів, попросив заспівати Денні Ельфмана і був приголомшений, коли Nickelodeon вирішив виконати його прохання, попросивши Ельфмана виступити. За словами Мюррея, Ельфман, його перший вибір, отримав попередження. Тому він обрав B-52, як його другий вибір.
За словами Сумареса, Мюррей вирішив використовувати B-52 замість Ельфмана. Мюррей стверджує, що різниця між ними «може бути лише конфліктом спогадів, тому що Пол — геніальний дивовижний хлопець». Мюррей також шукав Алана Сільвестрі. За словами Сумареса, Viacom не хотів використовувати Сільвестрі.
Пет Ірвін, ветеран багатьох гуртів, у тому числі Нью-йоркської інструментальної групи «Raybeats», а також B-52s, провів п'ять років як музичний керівник серіалу. Очолюючи комбінацію з шести частин на клавішних і гітарі, Ірвін об'єднав таких музикантів, як тромбоніст Арт Барон, барабанщик Кевін Нортон, духовий музикант Роб ДеБелліс і басист Девід Хофстра.
Як і Губка Боб Квадратні Штани та Шоу Рена та Стімпі, Ірвін також використовував добірки з APM Music у своїй роботі.
7 квітня 2023 року на потоковому та цифровому носіях вийшов альбом саундтреків із треками з першого та другого сезонів.

### Цензура
«Сучасне Роккове життя» було відзначене за свій пікантний гумор. Дорослі становили більше однієї п'ятої аудиторії шоу під час його показу. Серіал містив численні натяки для дорослих, наприклад в серії «Canned» Рокко недовго працював телефоністом: інструкція на стіні позаду нього люб'язно нагадує усім співробітникам «Будь гарячим, неслухняним і ввічливим», поки він без кінця повторює в слухавку «О, крихітко», в якій виявилася пані Головата, що є пародією на секс по телефону.
У видаленій сцені з епізоду першого сезону «Хороший, поганий і кенгуру» Геффер стикається з доїльним апаратом і взаємодіючи з ним знаходить задоволення, хоча на екрані показано лише його реакцію.
За словами сценариста/режисера Джеффа «Свомпі» Марша, у цій сцені спочатку передбачалося, що в кульмінаційний момент в очах Геффера з'являться сердечки. Хоча це явно не збиралися включати в епізод, вони все одно описали сцену цензорам Nickelodeon: «Ми описали сцену, а потім чекали, поки нам її виріжуть, але все, що вони сказали, було: „Чи можете ви замінити сердечки на зірки?“, ми сказали, що звісно, і сцена увійшла». Але пізніше цю сцену, а також іншу сцену з Геффером, який каже: «Прощавай» доїльному апарату, видалили. Однак у канадських трансляціях епізоду вони залишаються недоторканими. Крім того, необрізану версію досі можна знайти на касеті VHS «Сучасне Роккове життя: маючи таких друзів».
Було щонайменше два випадки негайної цензури. В Оригінальній трансляції серії другого сезону «Road Rush» була показана сцена, в якій Рокко та Геффер зупиняються в готелі, для закоханих («No-Tell Motel»), і просять у коня-адміністратора, кімнату в якій той робить висновок, що двоє будуть займатися статевим актом: «Цілу ніч? Ууу, добре!» Сцена ніколи не була показана знову після її першої трансляції, але кліп низької якості був доступний в Інтернеті ще наприкінці грудня 1997 року, а два кліпи вищої якості були доступні аж у 2021 році. В перший ефір епізоду другого сезону «Hut Sut Raw» увійшла сцена, в якій Рокко збирає ягоди; коли він бере одну з ягід на кущі, вибігає ведмідь, скиглячи і хапаючись за ділянку між ногами.
Ця сцена залишилася недоторканою в канадських трансляціях епізоду. Обидві сцени були відредаговані Nickelodeon після їх перших трансляцій і є єдиними випадками цензури на DVD другого сезону, випущеному в 2012 році. На DVD третього сезону сегмент «Wacky Delly» був скорочений приблизно на десять секунд, щоб прибрати кадри із шоу Ральфа Головатого. На якому Амі кілька разів б'є Бетті Болонью телефонною трубкою по голові.
Джо Мюррей зазначив, що епізод першого сезону «Leap Frogs» був заборонений через «скарги від деяких батьків, чиї діти були змушені дивитися на сексуальне домагання Бев Головатої до Рокко», а також, через велику кількість дорослого підтексту. Nickelodeon був змушений зняти епізод з ефіру, хоча пізніше він транслювався на кабельному телеканалі Nicktoons і був доступний на DVD і сайтах потокового відео, таких як Netflix і Paramount+. Серія «Heff in a Handbasket» була знята з ефіру через зображення пекла, і факту того що Геффер продав свою душу.
Ресторан під оригінальною назвою «Chokey Chicken», що має натяк на мастурбацію, був перейменований на «Chewy Chicken» у четвертому сезоні серіалу.
У спеціальному випуску Сучасне Роккове життя: Прилипання 2019 року вони повернулися до використання оригінальної назви «Chokey Chicken».
Коли шоу було повторено на Nicktoons, «Leap Frogs» і «Heff in a Handbasket», два епізоди, заборонені через контент, були відновлені. Якщо першу знову зняли з ротації, то другу тримали в прокаті до зняття шоу з мережі.

### Трансляція
«Сучасне Роккове життя» вперше виходило на Nickelodeon з 1993 по 1996 роки, і протягом 1995 і 1996 років Nickelodeon ненадовго транслював на місцевих станціях.
У 2004 році шоу ненадовго повернулося на Nickelodeon як частину U-Pick Live's Old School Pick, вибрані епізоди вийшли в ефір 1 та 11 червня. Влітку 2006 року серіал повернувся до телеканалу як частина NickRewind блоку, а 22 листопада 2007 року його показали на Super Stuffed Nicksgiving Weekend. Повтори «Сучасного Роккового життя» транслювалися на Nicktoons у Сполучених Штатах з 1 травня 2002 року по 5 вересня 2011 року.
У Великій Британії прем'єра серіалу відбулася на Nickelodeon UK 6 листопада 1993 року. Серіал також демонструвався на Channel 4 з 9 серпня 1994 року до 2000 року. З 2002 по 2017 рік він також транслювався на Nicktoons у Великій Британії.
На початку 1994 року MTV перейняв шоу з Nickelodeon. У Малайзії сучасне Роккове життя транслювалося на MetroVision. Також серіал показували в Україні на ICTV. В Італії «Сучасне Роккове життя» транслювалося на Rai 2.
«Сучасне Роккове життя» знову виходило в ефір на NickRewind, у США з 5 по 23 вересня 2011 року та з 11 лютого по 1 березня 2013 року. У ніч на квітень «День дурня» 2013 року, NickRewind показав жартівливий «втрачений епізод» серіалу, який складався лише з нерухомого зображення банки з майонезом. Це посилання на двосерійний епізод «Wacky Delly», в якому персонажі намагаються зірвати шоу-в-шоу, Wacky Delly. Потім серіал повернувся до блоку, перейменувавши його на The Splat, з 2015 по 2021 рік.
В Австралії він транслювався на [ABC For Kids]] з 1993 по 1994 рік. Пізніше вони транслювалися на Nickelodeon з 1995 по 1997 рік.
У Бразилії він транслювався на SBT з 1998 по 2000 рік і на Rede Bandeirantes у 2010 та 2011 роках.
У Канаді він транслювався на YTV з 1994 по 2000 рік. Серіал транслювався повторно на канадському Nickelodeon з листопада 2009 року по серпень 2022 року.
У Лізі арабських держав він транслювався на Spacetoon English з 2005 по 2011 рік.
На початку 2000-х Nickelodeon Japan рекламувала це шоу разом із Шоу Рена та Стімпі.
У Китаї його транслювали на китайському каналі STAR у 1990-х роках.

## Сучасне Роккове життя: Прилипання
У вересні 2015 року Nickelodeon заявив, що деякі з його старих проектів розглядаються для відродження, і що «Сучасне Роккове життя» є одним із них.
У серпні 2016 року компанія Nickelodeon оголосила, що запустила одногодинний спеціальний випуск із Джо Мюрреєм як виконавчим продюсером. Мюррей розповів Motherboard, що в спеціальному випуску Рокко повернеться в О-Таун після 20 років перебування в космосі, і що він буде зосереджений на довірі людей до сучасних технологій. У червні 2017 року було оголошено, що спеціальний випуск буде називатися «Сучасне Роккове життя: Прилипання» і що він вийде в ефір у 2018 році. Вони підтвердили, що весь основний акторський склад повторить свої ролі, разом із новими акторами озвучення Стівом Літтлом і співрежисером Космо Сегурсононом. Спеціальний короткий огляд був опублікований, щоб збігтися з панеллю Рокко на Comic-Con у Сан-Дієго 2017 року.
У травні 2019 року було оголошено, що Netflix придбав права на розповсюдження мультфільма, а через день потокова служба підтвердила, що прем'єра відбудеться влітку 2019 року.
У липні 2019 року разом із ексклюзивним кліпом, офіційна сторінка Сучасного Роккового життя в Instagram та різні джерела новин підтвердили, що прем'єра шоу відбудеться на Netflix 9 серпня 2019 року.